# إميل بودو
جان موريس إميل بودو (بالفرنسية: Jean-Maurice-Émile Baudot)‏ (11 سبتمبر 1845 - 28 مارس 1903) هو مهندس برقيات فرنسي ومخترع أول وسيلة للتواصل الرقمي شفرة بودو ‏ وكان رائدًا في مجالات الاتصال عن بعد. سُميت باسمه وحدة بود، التي تستخدم كوحدة للرموز في الثانية.